# آلان شاف
آلان شاف (بالإنجليزية: Alan Schaaf)‏ (ولد في 21 أكتوبر 1987) هو مقاول أمريكي. عرف بكونه المؤسس والمدير التنفيذ لتطبيق وموقع مشاركة الصور إمجور.

## حياته وتعليمه
ولد شاف في غرانفيل في ولاية أوهايو وارتاد جامعة أوهايو وحصل على درجة البكالوريوس في تخصص علوم الحاسوب.